# Литания Ра

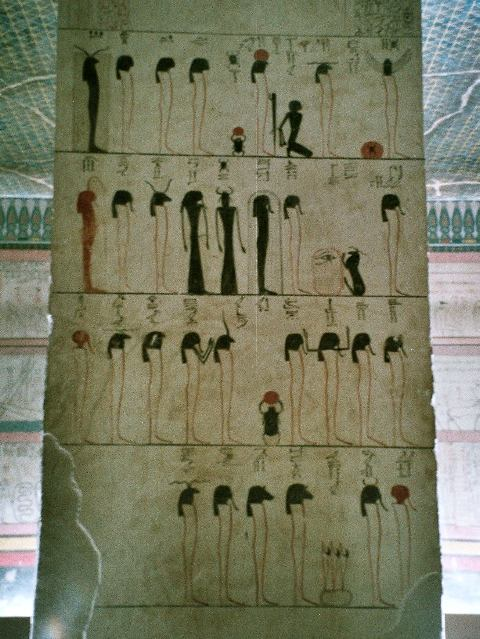
Молитвы во имя Ра на Западе, записанные на колонне в гробнице Тутмоса III (KV34)

Литания Ра — это один из наиболее важных древнеегипетских заупокойных текстов Нового царства. Литания Ра, более известная как «Книга молитв Ра на Западе, молитвы Единому союзу на Западе». Как и многие другие заупокойные тексты, литания записывалась на внутренних стенках саркофагов. Она была своего рода справочником, помогавшим умершим в загробном мире. В отличие от других заупокойных текстов, литания была доступна только фараонам, в редких случаях избранным придворным.
Литания Ра состояла из двух частей. В первой части совершалось взывание к 35 именам бога солнца Ра. Вторая часть представляла собою серию молитв, в которых фараон присваивает себе части природы и различных божеств, чаще всего бога солнца. Во время XVIII династии появились гимны, прославляющие фараона за его союз с богом солнца и некоторыми другими божествами. Подобные гимны впервые появились в погребальной камере фараона Тутмоса III и в гробнице его визиря Усерамона.
Начиная со времён фараона Сети I эти гимны записывались у входа в гробницу.